# Municipio de Royalton (Minnesota)
El municipio de Royalton (en inglés: Royalton Township) es un municipio ubicado en el condado de Pine en el estado estadounidense de Minnesota. En el año 2010 tenía una población de 1163 habitantes y una densidad poblacional de 12,92 personas por km².

## Geografía
El municipio de Royalton se encuentra ubicado en las coordenadas 45°46′5″N 93°4′19″O / 45.76806, -93.07194. Según la Oficina del Censo de los Estados Unidos, el municipio tiene una superficie total de 90.05 km², de la cual 88,83 km² corresponden a tierra firme y (1,35 %) 1,22 km² es agua.

## Demografía
Según el censo de 2010, había 1163 personas residiendo en el municipio de Royalton. La densidad de población era de 12,92 hab./km². De los 1163 habitantes, el municipio de Royalton estaba compuesto por el 97,16 % blancos, el 0,52 % eran afroamericanos, el 0,17 % eran amerindios, el 0,77 % eran de otras razas y el 1,38 % eran de una mezcla de razas. Del total de la población el 1,12 % eran hispanos o latinos de cualquier raza.